# Bienne (Fluss)
Die Bienne ist ein Fluss in Frankreich, der im Département Jura in der Region Bourgogne-Franche-Comté verläuft. Sie entspringt unter dem Namen Biennette im Gemeindegebiet von Prémanon, im Regionalen Naturpark Haut-Jura, knapp südöstlich des Gipfels Mont Fier (1282 m). Der Fluss entwässert anfangs Richtung Nordost bis Nord und erreicht bei Morez eine Verwerfungslinie quer durch die Juraketten, die den Fluss abrupt in südwestliche Richtung zwingt. Hier durchfließt die Bienne die eindrucksvolle Kalkschlucht Gorges de la Bienne und  mündet schließlich nach insgesamt rund 69 Kilometern bei Chancia im Rückstau des Stausees Lac de Coiselet als linker Nebenfluss in den Ain. In ihrem Mündungsabschnitt verläuft die Bienne an der Grenze zum benachbarten Département Ain in der Region Auvergne-Rhône-Alpes.

## Orte am Fluss
- Morez
- Morbier
- Villard-sur-Bienne
- Saint-Claude
- Chassal (Gemeinde Chassal-Molinges)
- Molinges (Gemeinde Chassal-Molinges)
- Vaux-lès-Saint-Claude
- Jeurre
- Lavancia-Epercy
- Dortan
- Chancia

## Sehenswürdigkeiten und Tourismus
- Schlucht Gorges de la Bienne
- Die Strecke zwischen Morez und Saint-Claude kann für den Wildwassersport genützt werden.